# 莎龙·戴克斯玛
莎龙·阿莉达·玛丽亚·戴克斯玛（荷蘭語：Sharon Alida Maria Dijksma，1971年4月16日—），女， 荷兰王国政治人物，曾任荷兰经济事务国务秘书、基础设施与环境国务秘书。